# El Raspeig
El Raspeig fue el nombre que recibió San Vicente del Raspeig desde sus primeros asentamientos en el siglo XV hasta 1812. El Raspeig perteneció varios siglos a la ciudad de Alicante, pero en el siglo XVIII comenzaron a generarse las primeras reclamaciones vecinales en aras de mayor autonomía municipal. El Raspeig perteneció a Alicante mayormente bajo la fórmula administrativa de partida rural, si bien, también obtuvo otros rangos como el de calle, caserío o barrio.

## Historia de El Raspeig
El Raspeig fue tierra destinada al sector agrario (regadíos, huertas, almazaras...). El carácter de lugar de paso y a la vez cruce de caminos de las tierras de El Raspeig ha marcado su desarrollo histórico a lo largo de siglos. Se encontraban caminos naturales que llegaban desde el Vinalopó, muy probablemente utilizados ya desde la Época Prehistórica, desde la Hoya de Castalla a través del Estret Roig, o desde la cuenca del río Monnegre y todos ellos necesariamente debían recorrer las tierras sanvicenteras en busca de una salida al mar. Sus primeros núcleos urbanos habitados, en el siglo XV, debieron surgir al amparo de estas rutas pues no es posible hallar otros condicionantes, fundamentalmente económicos, que pudieran ejercer de factor de atracción para el poblamiento, salvo los regadíos y huertas. Desde el siglo XVII, al menos, se documenta la existencia en distintos protocolos notariales de los primeros núcleos de población habitados en El Raspeig. Estos núcleos de población fueron Pla de la Olivera y El Raspeig.
Pla de la Olivera no existió políticamente; se citó en la documentación administrativa pero no en los vecindarios y sus moradores se anotaron en la lista de El Raspeig. En los protocolos notariales relativos a los habitantes, se observa que fueron desgajándose jirones de territorio (el más significativo fue el de Boqueres), quedando reducida la partida a la superficie circundante a la ermita del Carmen, mencionada por José Montesinos en el año 1795.
El Raspeig era el nombre de la antigua partida que daba nombre a lo que hoy conocemos como San Vicente del Raspeig. La primera aparición documentada sigue siendo la notación en el mapa del ingeniero Juan Bautista Antonelli, de finales del siglo XVI, con motivo de la construcción del pantano de Tibi. De la misma época puede localizarse, en el Archivo del Reino de Valencia, el censo de 1604 correspondiente al impuesto del morabatí en El Raspeig con una lista escasa de cabezas contribuyentes.
Esta partida de amplia extensión era una zona de paso entre las sierras del interior y la ciudad de Alicante. Alfonso X el Sabio otorgó a la ciudad de Alicante, tras su conquista a mediados del siglo XIII y su incorporación a la corona de Castilla, los términos de Agost, Monforte del Cid, Novelda, Aspe, Busot y Aguas de Busot, además de otras partidas rurales que formaban parte del Campo de Alicante, como El Raspeig, La Alcoraya, Moralet, Verdegás, etc. Posteriormente, la ciudad de Alicante y su amplio término pasarían a la Corona de Aragón por la Sentencia Arbitral de Torrellas (1304).

### La remodelación de ermita a parroquia
En el siglo XVIII, se procedió a una importante remodelación de la ermita convirtiéndose en parroquia. En esta remodelación también se decidió que la parroquia dejaría de llamarse de San Ponce como lo venía haciendo, sino que se renombró San Vicente Ferrer, debido a la creencia popular (fuentes orales no contrastadas documentalmente) de que Vicente Ferrer celebró una misa en la antigua ermita en 1411.

### La parroquia propició el urbanismo
Esta remodelación de la parroquia atrajo la construcción de varias casas a su alrededor conformándose diversas calles y por tanto concentración de población y necesidad de abastecimiento (agua, horno de pan, maestro, etc), por lo que la ciudad de Alicante aumentó de rango a El Raspeig. En un primer momento lo hizo al rango de calle periférica de Alicante y finalmente le otorgó el de caserío. Los habitantes de El Raspeig adquirieron sentido de unidad, principalmente por el hecho de celebrar exitosamente año tras año las fiestas patronales en honor al pare Vicent. El concepto "San Vicente" fue calando como identidad social, ya no sólo era la parroquia y las casas que se iban construyendo a su alrededor motivo de identidad propia, sino las fiestas que todos celebraban.

### Segregación de Alicante
Tras un dilatado proceso segregacionista en el que no todos los vecinos querían independizarse de Alicante finalmente se consiguió consenso. En 1812, pese al intento fallido de Alicante de seguir aumentando la autonomía de El Raspeig otorgándole el rango de pago, el caserío se convirtió en pueblo independiente bajo el nombre de San Vicente del Raspeig con alcalde constitucional gracias al amparo de La Pepa. Con esta decisión, El Raspeig dejaba de existir como territorio que daba nombre a las partidas norteñas de Alicante, y San Vicente del Raspeig se convertía por primera vez en nombre oficial. Duró poco esta independencia, pero en 1848 se produjo la definitiva.

## Actual Partida Raspeig
Actualmente existe la partida Raspeig, dentro del término municipal de San Vicente del Raspeig. Coincide la actual partida sanvicentera con lo que fue el territorio histórico de El Raspeig, el cual dio nombre a todo un territorio de partidas y huertas, que dio lugar a San Vicente del Raspeig.